# Saint-Paterne
Saint-Paterne är en kommun i departementet Sarthe i regionen Pays de la Loire i nordvästra Frankrike. Kommunen ligger i kantonen Saint-Paterne som tillhör arrondissementet Mamers. År 2018 hade Saint-Paterne 1 541 invånare.

## Befolkningsutveckling
Antalet invånare i kommunen Saint-Paterne
| Referens: INSEE |